# The Mighty Boosh
The Mighty Boosh je britský komediální seriál, za jehož vytvořením stojí Julian Barratt, Noel Fielding a další herci a umělci (kteří jsou společně známí pod jménem The Mighty Boosh). The Mighty Boosh je komediální fantasy, ve kterém se pojí osobitý humor s odkazy na populární kulturu. V jednotlivých dílech se často objevují propracovaná hudební čísla z různých žánrů, například electro, heavy metal, funk nebo rap. Seriál je známý tím, že zpopularizoval styl zvaný "crimping", což jsou v podstatě drobné skladby přednášené a cappella, které se objevují ve všech třech sériích. Julian Barratt pro seriál napsal hudbu, kterou následně prezentuje s Noelem Fieldingem. Fielding zase stojí za četnými grafickými a výtvarnými prvky seriálu.
Seriál hojně využívá animované scény, loutky a speciální efekty. Mnohé postavy hrají sami Barratt a Fielding, zatímco další představují zbylí členové The Mighty Boosh Rich Fulcher, Dave Brown a Michael Fielding.

## Formát
The Mighty Boosh se soustředí na příhody ze života Howarda Moona (hraje ho Julian Barratt) a Vince Noira (Noel Fielding). První série začíná a často i končí před zataženou oponou, kde Howard a Vince uvádí diváky do příběhu nebo se zde za dějem epizody ohlíží. Tuto část ale tvůrci ve druhé sérii opustili a místo toho každý díl začíná v bytě hlavních postav a diváci už se přímo neoslovují. Postavy v seriálu působí dojmem, že jsou si vědomi toho, že jsou součástí televizního pořadu, a zejména Vince často prolamuje pomyslnou čtvrtou stěnu, když se obrací na diváky a komentuje situaci.
V několika epizodách se objevují takzvané "crimps", tedy humorné nonsensové písně, které Fielding s Barrattem přednáší a cappella a často je doprovází drobnými gesty a mimikou. Pro texty těchto písní je typické, že většinou nedávají smysl a slova v nich nemusí navzájem souviset. Termín "crimp" se poprvé objevil ve třetí epizodě třetí řady seriálu.

## Obsazení
Ústřední obsazení tvoří pět postav:
| Julian Barratt   | Howard Moon                      |
| Noel Fielding    | Vince Noir                       |
| Michael Fielding | Naboo                            |
| Peter Elliot     | Bollo (v 1. řadě 2004)           |
| Dave Brown       | Bollo (v 2. a 3. řadě 2005–2007) |
| Rich Fulcher     | Bob Fossil                       |

V seriálu je řada vedlejších postav, které se v průběhu sérií objevují opakovaně:
| Julian Barratt          | Dennis / Rudy van DiSarzio                         |
| Matt Berry              | Dixon Bainbridge                                   |
| Noel Fielding           | The Hitcher / The Moon / Old Gregg / Tony Harrison |
| Kirk Gaitskell-Kendrick | Kirk                                               |
| Rich Fulcher            | Lester Corncrake                                   |
| Richard Ayoade          | Saboo                                              |

V The Mighty Boosh se objevila také řada významných hostů:
- Dee Plume a Sue Denim, členky anglické electropunkové hudební skupiny Robots in Disguise
- Gary Numan
- The Horrors
- Razorlight
- Roger Daltrey
- Diva Zappa

## Historie
Původně rádiový pořad The Mighty Boosh se na televizních obrazovkách poprvé objevil v roce 2004, kdy se BBC rozhodla natočit osm dílů první řady. Do režisérského křesla usedl Paul King a produkce se ujala společnost Baby Cow Productions.
První série televizní verze The Mighty Boosh dále rozpracovávala děj rádiového pořadu. Poprvé byla odvysílána na BBC Three 18. května 2004. Od 9. listopadu pak běžela i na BBC Two, i když epizody byly v jiném pořadí a došlo k cenzuře některých nadávek.
Druhá řada se začala vysílat na BBC Three 26. července 2005. Třetí série potom odstartovala 15. listopadu 2007 také na BBC Three.
V roce 2012 uvedla Česká televize všechny tři řady pořadu.

## Epizody

### První řada: 2004
| Pořadí | Díl v řadě | Datum původní premiéry | Český název | Původní název |
| ------ | ---------- | ---------------------- | ----------- | ------------- |
| 1      | 1          | 18. května 2004        | Smrťáklokan | Killeroo      |
| 2      | 2          | 25. května 2004        | Mutanti     | Mutants       |
| 3      | 3          | 1. června 2004         | Bollo       | Bollo         |
| 4      | 4          | 8. června 2004         | Tundra      | Tundra        |
| 5      | 5          | 15. června 2004        | Džungle     | Jungle        |
| 6      | 6          | 22. června 2004        | Charlie     | Charlie       |
| 7      | 7          | 29. června 2004        | Elektro     | Electro       |
| 8      | 8          | 6. července 2004       | Stopař      | Hitcher       |

### Druhá řada: 2005
| Pořadí | Díl v řadě | Datum původní premiéry | Český název                 | Původní název              |
| ------ | ---------- | ---------------------- | --------------------------- | -------------------------- |
| 9      | 1          | 25. července 2005      | Volání Yetiho               | Call of the Yeti           |
| 10     | 2          | 2. srpna 2005          | Kněz a běs                  | The Priest and the Beast   |
| 11     | 3          | 9. srpna 2005          | Nanageddon                  | Nanageddon                 |
| 12     | 4          | 16. srpna 2005         | Pramen mládí                | Fountain of Youth          |
| 13     | 5          | 23. srpna 2005         | Legenda o Starém Greggovi   | The Legend of Old Gregg    |
| 14     | 6          | 30. srpna 2005         | Noční můra o Mléčném Joeovi | The Nightmare of Milky Joe |

### Třetí řada: 2007
| Pořadí | Díl v řadě | Datum původní premiéry | Český název                      | Původní název                     |
| ------ | ---------- | ---------------------- | -------------------------------- | --------------------------------- |
| 15     | 1          | 15. listopadu 2007     | Ouhoři                           | Eels                              |
| 16     | 2          | 22. listopadu 2007     | Cesta do nitra punku             | Journey to the Center of the Punk |
| 17     | 3          | 29. listopadu 2007     | Síla krimpu                      | The Power of the Crimp            |
| 18     | 4          | 6. prosince 2007       | Podivuhodný příběh lišáka Smažky | The Strange Tale of the Crack Fox |
| 19     | 5          | 13. prosince 2007      | Párty                            | Party                             |
| 20     | 6          | 20. prosince 2007      | Tréma                            | The Chokes                        |